# Regione di Sirdaryo
La regione di Sirdaryo o Sirdaryo (in usbeco: Sirdaryo viloyati) è una regione (viloyat) dell'Uzbekistan, situata nella zona centrale del paese, sulla riva sinistra dello Syr Darya, ai confini con il Kazakistan e il Tagikistan. Il capoluogo della regione è Gulistan.

## Geografia antropica

### Suddivisioni amministrative
La regione è suddivisa in 8 distretti (tuman):

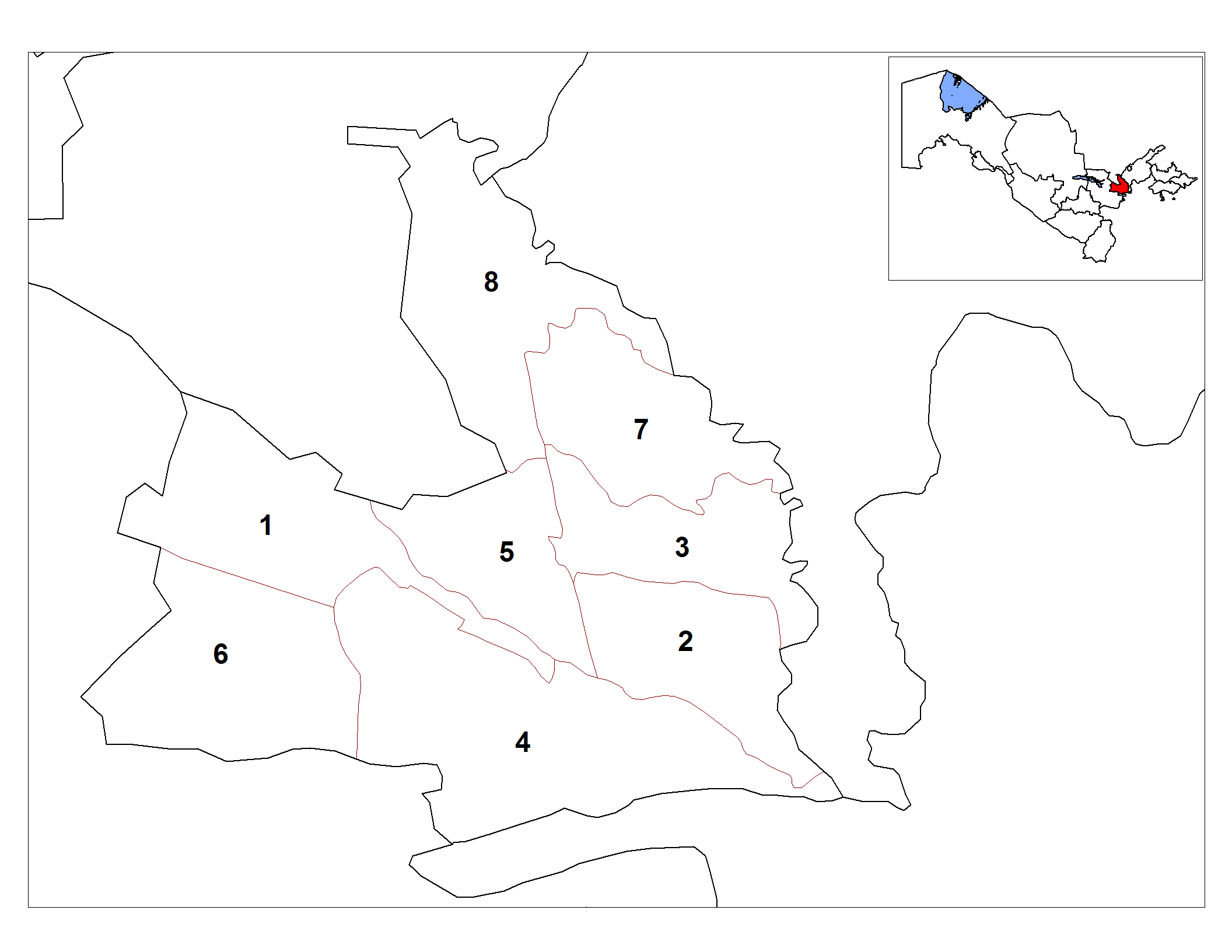
Distretti della regione di Sirdarya

|   | Nome del distretto       | Capoluogo  |
| - | ------------------------ | ---------- |
| 1 | Distretto di Oqoltin     | Sarboda    |
| 2 | Distretto di Bouawut     | Bouawut    |
| 3 | Distretto di Gulistan    | Dehkonobod |
| 4 | Distretto di Khovos      | Khovos     |
| 5 | Distretto di Mirzaabad   | Navruz     |
| 6 | Distretto di Saykhunabad | Saikhun    |
| 7 | Distretto di Sardoba     | Pakhtaabad |
| 8 | Distretto di Sirdaryo    | Sirdaryo   |